# Grande Prêmio da Espanha de 2004
Resultados do Grande Prêmio da Espanha de Fórmula 1 (formalmente XLVI Gran Premio Marlboro de España) realizado em Barcelona em 9 de maio de 2004. Quinta etapa da temporada, foi vencido pelo alemão Michael Schumacher, que subiu ao pódio junto a Rubens Barrichello numa dobradinha da Ferrari e com Jarno Trulli em terceiro pela Renault.

## Resumo
- Por causa de uma fissura no escapamento do carro, Schumacher teve que acelerar seu bólido ao máximo para manter alta a pressão da emissão de gases e assim evitar o aumento da fissura.
- Com a vitória, Michael Schumacher igualou o recorde de Nigel Mansell, em 1992, de cinco vitórias nos cinco primeiros GPs. Schumacher completou a 200ª corrida na Fórmula 1.

## Classificação

### Treinos oficiais
| Pos.   | Nº | Piloto               | Equipe           | Tempo    | Dif.    |
| ------ | -- | -------------------- | ---------------- | -------- | ------- |
| 1      | 1  | Michael Schumacher   | Ferrari          | 1:15.022 | —       |
| 2      | 3  | Juan Pablo Montoya   | Williams-BMW     | 1:15.639 | + 0.617 |
| 3      | 10 | Takuma Sato          | BAR-Honda        | 1:15.809 | + 0.787 |
| 4      | 7  | Jarno Trulli         | Renault          | 1:16.144 | + 1.122 |
| 5      | 2  | Rubens Barrichello   | Ferrari          | 1:16.272 | + 1.250 |
| 6      | 4  | Ralf Schumacher      | Williams-BMW     | 1:16.293 | + 1.271 |
| 7      | 17 | Olivier Panis        | Toyota           | 1:16.313 | + 1.291 |
| 8      | 8  | Fernando Alonso      | Renault          | 1:16.422 | + 1.400 |
| 9      | 14 | Mark Webber          | Jaguar-Cosworth  | 1:16.514 | + 1.492 |
| 10     | 5  | David Coulthard      | McLaren-Mercedes | 1:16.636 | + 1.614 |
| 11     | 16 | Cristiano da Matta   | Toyota           | 1:17.038 | + 2.016 |
| 12     | 11 | Giancarlo Fisichella | Sauber-Petronas  | 1:17.444 | + 2.422 |
| 13     | 6  | Kimi Räikkönen       | McLaren-Mercedes | 1:17.445 | + 2.423 |
| 14     | 9  | Jenson Button        | BAR-Honda        | 1:17.575 | + 2.553 |
| 15     | 18 | Nick Heidfeld        | Jordan-Ford      | 1:17.802 | + 2.780 |
| 16     | 15 | Christian Klien      | Jaguar-Cosworth  | 1:17.812 | + 2.790 |
| 17     | 12 | Felipe Massa         | Sauber-Petronas  | 1:17.866 | + 2.844 |
| 18     | 20 | Gianmaria Bruni      | Minardi-Cosworth | 1:19.817 | + 4.795 |
| 19     | 19 | Giorgio Pantano      | Jordan-Ford      | 1:20.607 | + 5.585 |
| 20     | 21 | Zsolt Baumgartner    | Minardi-Cosworth | 1:21.470 | + 6.448 |
| Fonte: |    |                      |                  |          |         |

### Corrida
| Pos.   | Nº | Piloto               | Construtor       | Voltas | Tempo/Diferença | Grid | Pontos |
| ------ | -- | -------------------- | ---------------- | ------ | --------------- | ---- | ------ |
| 1      | 1  | Michael Schumacher   | Ferrari          | 66     | 1:27:32.841     | 1    | 10     |
| 2      | 2  | Rubens Barrichello   | Ferrari          | 66     | + 13.290        | 5    | 8      |
| 3      | 7  | Jarno Trulli         | Renault          | 66     | + 32.294        | 4    | 6      |
| 4      | 8  | Fernando Alonso      | Renault          | 66     | + 32.952        | 8    | 5      |
| 5      | 10 | Takuma Sato          | BAR-Honda        | 66     | + 42.327        | 3    | 4      |
| 6      | 4  | Ralf Schumacher      | Williams-BMW     | 66     | + 1:13.804      | 6    | 3      |
| 7      | 11 | Giancarlo Fisichella | Sauber-Petronas  | 66     | + 1:17.108      | 12   | 2      |
| 8      | 9  | Jenson Button        | BAR-Honda        | 65     | + 1 volta       | 14   | 1      |
| 9      | 12 | Felipe Massa         | Sauber-Petronas  | 65     | + 1 volta       | 17   |        |
| 10     | 5  | David Coulthard      | McLaren-Mercedes | 65     | + 1 volta       | 10   |        |
| 11     | 6  | Kimi Räikkönen       | McLaren-Mercedes | 65     | + 1 volta       | 13   |        |
| 12     | 14 | Mark Webber          | Jaguar-Cosworth  | 65     | + 1 volta       | 9    |        |
| 13     | 16 | Cristiano da Matta   | Toyota           | 65     | + 1 volta       | 11   |        |
| Ret    | 19 | Giorgio Pantano      | Jordan-Ford      | 51     | Direção         | 19   |        |
| Ret    | 3  | Juan Pablo Montoya   | Williams-BMW     | 46     | Freios          | 2    |        |
| Ret    | 15 | Christian Klien      | Jaguar-Cosworth  | 43     | Acelerador      | 16   |        |
| Ret    | 17 | Olivier Panis        | Toyota           | 33     | Pane hidráulica | 7    |        |
| Ret    | 18 | Nick Heidfeld        | Jordan-Ford      | 33     | Pane hidráulica | 15   |        |
| Ret    | 20 | Gianmaria Bruni      | Minardi-Cosworth | 31     | Rodou           | 18   |        |
| Ret    | 21 | Zsolt Baumgartner    | Minardi-Cosworth | 17     | Rodou           | 20   |        |
| Fonte: |    |                      |                  |        |                 |      |        |

## Tabela do campeonato após a corrida
| Pos.   | Piloto             | Pontos |
| ------ | ------------------ | ------ |
| 1      | Michael Schumacher | 50     |
| 2      | Rubens Barrichello | 32     |
| 3      | Jenson Button      | 24     |
| 4      | Jarno Trulli       | 21     |
| 5      | Fernando Alonso    | 21     |
| Fonte: |                    |        |

| Pos.   | Construtor       | Pontos |
| ------ | ---------------- | ------ |
| 1      | Ferrari          | 82     |
| 2      | Renault          | 42     |
| 3      | BAR-Honda        | 32     |
| 4      | Williams-BMW     | 30     |
| 5      | McLaren-Mercedes | 5      |
| Fonte: |                  |        |

- Nota: Somente as primeiras cinco posições estão listadas.